# Eriba-Adad I.
Erība-Adad I., Sohn des Aššur-bel-nišešu, war ein mittelassyrischer König, der nach der assyrischen Königsliste 27 Jahre regierte. Sein Name wird auch in der synchronistischen Königsliste aufgeführt.
| Autor              | Regierungszeit    | Anmerkungen            |
| ------------------ | ----------------- | ---------------------- |
| Grayson 1969       | 1392–1366 v. Chr. | mittlere Chronologie   |
| Pöbel 1942         | 1389–1363 v. Chr. |                        |
| Gasche et al. 1998 | 1383–1357 v. Chr. | Ultrakurze Chronologie |
| Freydank 1991      | 1380–1354 v. Chr. |                        |

Er führte den Titel Vizekönig des Aššur (išši'ak Aššur) und war Statthalter des Enlil. Sein königliches Siegel wurde in Aššur gefunden, außerdem existieren Ziegelinschriften und der Gründungszylinder eines unbekannten Tempels aus seiner Regierungszeit.
Er war ein Vasall des Königreichs von Mitanni, konnte sich aber von diesem langsam lösen, womit die Zeit des Mittelassyrischen Reiches begann.